# Eyles-Weihe
Die Eyles-Weihe (Circus teauteensis, Syn.: Circus eylesi) ist eine ausgestorbene Art der Weihen und der größte bekannte Vertreter dieser Gattung. Sie war auf Neuseeland endemisch und lebte in den dichten Wäldern, die den Großteil der Insel bedeckten, bevor der Mensch Neuseeland erreichte. Ihre Nahrung bestand aus mittelgroßen Waldvögeln wie Maori-Fruchttauben oder Lappenkrähen. Auf der Nord- und der Südinsel existierten jeweils eigene Formen der Eyles-Weihe, die sich in den Körpermaßen unterschieden, jedoch als zu einer Art gehörig angesehen werden. Ihr nächster Verwandter war wahrscheinlich die australische Sumpfweihe (Circus approximans).
Das Aussterben der Eyles-Weihe wird auf die Rodung der neuseeländischen Wälder durch die im 13. Jahrhundert eingewanderten Menschen und auf die von ihm eingeschleppten Pazifischen Ratten zurückgeführt.

## Merkmale
Die Eyles-Weihe war ein außerordentlich großer und schwerer Vertreter ihrer Gattung. Während die größten heute lebenden Weihen ein Gewicht von rund 1 kg erreichen, schätzt man das Gewicht der Eyles-Weihe auf 3–3,5 kg. In den Proportionen ähnelte sie weniger den typischen, Flachland bewohnenden Weihen, sondern stärker Vertretern der Habichte und Sperber (Accipiter). Sie besaß in Relation zur Körpergröße kürzere und gerundete Flügel. Die Eyles-Weihe war etwa 4½ Mal größer als die Sumpfweihe und hatte eine geschätzte Flügelspannweite von zwei Metern.

## Vorkommen und Lebensraum
Das subfossile Material wurde im Lake Poukawa, im Te-Aute-Sumpf und bei Hukanui auf der Nordinsel sowie im Pyramid Valley auf der Südinsel gefunden. Der Lebensraum bestand aus trockenen Wäldern und Buschland und reichte von der Küste bis zur subalpinen Zone.

## Lebensweise
Anhand der Beschaffenheit der Knochen sowie der fossilen Lagerstätten konnte man die bevorzugte Nahrung und das Jagdverhalten rekonstruieren. Zur Hauptbeute zählte die Maori-Fruchttaube (Hemiphaga novaeseelandiae). Im Gegensatz zu den heute lebenden Weihen, die über das offene Gelände gleiten und ihre Beute nach Sicht und Lautäußerungen lokalisieren, ging die Eyles-Weihe in einer stärker bewaldeten Umgebung auf Jagd. Ihre schnellen Flügelschläge, ihre Körpermasse, ihre Manövrierfähigkeit und ihre langen Beine und Füße waren beim Beutefang von großem Vorteil.

## Aussterben
Die Eyles-Weihe ist nur von subfossilem Material bekannt, das von ungefähr 77 Individuen stammt. Sie starb vermutlich im 13. Jahrhundert aus, als die Maori Neuseeland besiedelten. Die Siedler machten Jagd auf die Beutetiere der Weihe und auf die Weihe selbst. Die eingeschleppte Pazifische Ratte stellte den Küken nach.

## Systematik
Die ersten Knochen dieser Art stammen aus der Sammlung von Augustus Hamilton, die 1892 von Henry Ogg Forbes als Circus hamiltoni und Circus teauteensis erwähnt wurden. Erst in den späten 1940er-Jahren wurde weiteres Material im Pyramid Valley entdeckt, das 1953 von Ron Scarlett als Circus eylesi beschrieben wurde. In den frühen 1960er-Jahren führte der Amateurarchäologe Russel Price umfangreiche Ausgrabungen am Lake Poukawa durch und förderte zahlreiche Knochenfragmente einer großen Anzahl von Eyles-Weihen-Individuen zu Tage. 1933 betrachtete Kálmán Lambrecht Circus hamiltoni und Circus teauteensis als nomina dubia, da keine ausreichenden Beschreibungen für diese Taxa vorlagen. Lambrecht verlegte den Te-Aute-Sumpf, die Terra typica von Circus teauteensis, jedoch irrtümlich auf die Südinsel. Auch Walter Reginald Brook Oliver reduzierte im Jahre 1955 Circus teauteensis und Circus hamiltoni auf den nomina-nuda-Status und betrachtete nur Scarletts Circus eylesi als valide Art. 1964 akzeptierte Pierce Brodkorb Circus teauteensis als validen Namen, führte Circus hamiltoni als nomen nudum und synonymisierte Circus eylesi mit Circus teauteensis. 1970 betrachtete der Ornithologe Frederick Charles Kinsky Circus teauteensis als eigenständige Art für die Nordinsel und Circus eylesi als eigenständige Art für die Südinsel. In der Ausgabe 1990 von Evan Graham Turbotts Checklist of the Birds of New Zealand and the Ross Dependency, Antarctica wurde Circus eylesi sowohl für die Nordinsel als auch für die Südinsel gelistet. Nach einer neuen Überprüfung von Forbes’ Material (ein rechter Tibiotarsus aus dem Natural History Museum als Syntypus) wurde der Name Circus teauteensis im Jahr 2010 als gültig angesehen und Circus eylesi als Juniorsynonym klassifiziert.